# Pisotgetal
Een pisotgetal of pisot-vijayaraghavan-getal is een positief algebraïsch geheel getal {\displaystyle \alpha }, groter dan 1, waarvan de absolute waarden van alle geconjugeerde elementen  (dit zijn alle andere wortels van de minimale polynoom van {\displaystyle \alpha }) kleiner zijn dan 1. Anders gezegd: alle geconjugeerde elementen van {\displaystyle \alpha } liggen binnen de eenheidscirkel.
Er zijn oneindig veel pisotgetallen. De verzameling van alle pisotgetallen wordt traditioneel aangeduid als {\displaystyle S}.
Pisotgetallen zijn genoemd naar de Franse wiskundige Charles Pisot (1910-1984), die deze getallen in 1938 in zijn proefschrift en later verder heeft onderzocht, evenals de Indiër Tirukkannapuram Vijayaraghavan (1902-1955). Raphaël Salem heeft de naam pisotgetal in 1943 bedacht. Pisot was niet de eerste ontdekker van de getallen. Axel Thue en later Godfrey Harold Hardy hadden er al bij hun studie over diofantische benaderingen nagedacht.
Indien minstens een geconjugeerd element van {\displaystyle \alpha } gelijk is aan 1 en de andere kleiner dan 1, dan is {\displaystyle \alpha } een salemgetal. De verzameling van salemgetallen wordt traditioneel als {\displaystyle T} aangeduid.

## Voorbeelden
- Elk geheel getal groter dan 1 is een pisotgetal. Een rationaal getal dat niet geheel is, is nooit een pisotgetal.
- Elke positieve wortel van de algebraïsche vergelijking

{\displaystyle x^{n}-x^{n-1}-x^{n-2}-\ldots -x-1=0},
voor {\displaystyle n=2,3,\ldots } is een pisotgetal.
- De twee kleinste pisotgetallen zijn:

{\displaystyle \theta _{1}=1{,}32471795724474602596\ldots },
(dit is het plastisch getal, de reële wortel van {\displaystyle x^{3}-x-1=0}), en
{\displaystyle \theta _{2}=1{,}38027756909761411567\ldots },
(de positieve reële wortel van {\displaystyle x^{4}-x^{3}-1=0}).
- Het getal van de gulden snede {\displaystyle \varphi =1{,}61803398874989484820\ldots } is een pisotgetal, evenals {\displaystyle \varphi ^{2}}; hun minimaalpolynomen zijn respectievelijk {\displaystyle x^{2}-x-1} en {\displaystyle x^{2}-3x+1}.

David Boyd ontwikkelde een algoritme dat alle pisotgetallen in een gegeven eindig interval van de reële lijn vindt.

## Eigenschappen
Een kenmerk van de niet-gehele pisotgetallen is dat de hogere machten ervan steeds dichter een geheel getal benaderen; het zijn "bijna-gehele getallen". Hoe hoger de macht van een pisotgetal {\displaystyle \alpha }, hoe dichter die bij een geheel getal ligt:
{\displaystyle \lim _{n\to \infty }\|\alpha ^{n}\|=0}
({\displaystyle \|x\|} is de afstand van {\displaystyle x} tot het meest nabije geheel getal). Voor het getal van de gulden snede bijvoorbeeld:
{\displaystyle \varphi ^{10}=122{,}99186\dots ,\ \varphi ^{15}=1364{,}0007331\dots } enz.
Als {\displaystyle \alpha } een reëel algebraïsch getal {\displaystyle >1} is, dan is {\displaystyle \alpha } een pisotgetal dan en slechts dan als er een getal {\displaystyle \lambda >0} bestaat zodanig dat:
{\displaystyle \|\lambda \alpha ^{n}\|\to 0,\quad n\to \infty }
Het getal van de gulden snede is het kleinste ophopingspunt in de verzameling {\displaystyle S} van pisotgetallen. Vijayaraghavan heeft bewezen dat er oneindig veel ophopingspunten zijn in {\displaystyle S}. Salem bewees dat de verzameling van pisotgetallen al haar ophopingspunten bevat en dat het dus een gesloten verzameling is. Salem bewees ook dat elk pisotgetal de limiet is van een dalende en een oplopende rij van salemgetallen.
Een pisotgetal {\displaystyle \alpha } is een bijzonder of speciaal pisotgetal indien {\displaystyle \alpha /(\alpha -1)} ook een pisotgetal is. Lagarias, Porta en Stolarsky (1993-1994) vonden elf dergelijke getallen. C. J. Smyth bewees nadien dat er geen andere bijzondere pisotgetallen zijn. De twee kleinste pisotgetallen, het gulden getal en het getal 2 zijn bijzondere pisotgetallen.

## Toepassingen
Pisot- en salemgetallen komen voor in uiteenlopende studiegebieden, waaronder:
- Getaltheorie (diofantische benadering);
- Harmonische analyse, bijvoorbeeld Bernoulli-convoluties
- Mathematische fysica (quasikristallen, aperiodieke structuren);
- Fractale meetkunde, zoals bij de constructie van zelfgelijkvormige grafen ("pisotgrafen") en betegelingen van het complexe vlak[6] en de studie van hausdorff-dimensies.

## Websites
- Wolfram MathWorld: Pisot number